# Cornelio Padilla
Cornelio Padilla (nascido em 18 de novembro de 1946) é um ex-ciclista filipino. Ele representou seu país em dois eventos durante os Jogos Olímpicos de Verão de 1964.